# HMS Hazard (J02)
«Хазард» (англ. HMS Hazard (J02) — військовий корабель, тральщик типу «Гальсіон» Королівського військово-морського флоту Великої Британії часів Другої світової війни.
Тральщик «Хазард» закладений 27 травня 1936 року на верфі William Gray & Company у Гартлпул. 26 лютого 1937 року він був спущений на воду, а 24 листопада 1937 року увійшов до складу Королівських ВМС Великої Британії. Корабель брав участь у бойових діях на морі в Другій світовій війні, переважно бився у Північній Атлантиці, у Середземному морі, супроводжував арктичні та мальтійські конвої, підтримував дії морського десанту після висадки в Нормандії.
За проявлену мужність та стійкість у боях бойовий корабель заохочений трьома бойовими відзнаками.

## Бойовий шлях

### Початок війни
Ще до початку воєнних дій у Європі, «Хазард» разом з тральщиками «Брамбл», «Сігал», «Брітомарт», «Гебе», «Шарпшутер» і «Спіді» за наказом командування провели навчання з перевірки мінної безпеки в затоці Лайм. З початком війни переведений до Скапа-Флоу. 14 жовтня разом з іншими тральщиками прибув до Клайду, куди перейшов Домашній флот імперії після затоплення німецьким підводним човном U-47 капітан-лейтенанта Г. Пріна лінкора «Роял Оук», з метою прочісування навколишніх вод та виявлення німецьких мін і підводних човнів.

### 1941
17 грудня 1941 року «Хазард» разом з тральщиком «Спіді» здійснювали протичовнове патрулювання поблизу півострову Рибальський, коли британці були атаковані німецькими есмінцями Z23, Z24, Z25 і Z27. На відстані 14 миль від мису Городецького зав'язався бій між британськими та німецькими кораблями. У ході сутички «Спіді» дістав влучення з корабля противника, й під прикриттям поганих погодних умов відірвався від переслідувачів та разом з «Спіді» прибули до Мурманська.

### 1942
У лютому 1942 року «Хазард» супроводжував невеликий конвой QP 7 з Ісландії до Росії, де разом з крейсером «Найджеріа», есмінцями «Фокнор» й «Інтрепід» та тральщиками «Брітомарт», «Спідвел» і «Шарпшутер» ескортували транспортні судна до Мурманська.
У травні 1942 року «Хазард» входив до сил ескорту великого конвою PQ 16, який супроводжував 35 транспортних суден (21 американське, 4 радянські, 8 британських, 1 голландське та одне під панамським прапором) до Мурманська від берегів Ісландії зі стратегічними вантажами і військовою технікою з США, Канади і Великої Британії. Його супроводжували 17 ескортних кораблів союзників, до острова Ведмежий конвой прикривала ескадра з 4 крейсерів і 3 есмінців.
Попри атакам німецького підводного човна U-703, повітряним нападам бомбардувальників He 111 та Ju 88 бомбардувальних ескадр I./KG 26 і KG 30 конвой, втратив сім суден і ще одне повернуло назад на початку походу, дістався свого місця призначення.